# Cal Ferrer (Caldes de Malavella)
Cal Ferrer és una casa ubicada al nucli urbà de Caldes de Malavella (Selva), adossada a l'antiga muralla, a la Plaça de l'Ajuntament. És una obra inclosa en l'Inventari del Patrimoni Arquitectònic de Catalunya. La part de darrere, situada a la nova plaça de l'U d'Octubre de 2017, funciona com a oficina de turisme municipal.

## Descripció
És un edifici de planta baixa i pis, amb teulada a doble vessant orientada a les façanes principal i posterior, i amb ràfec simple.
Té una façana asimètrica. La porta de l'entrada és d'arc de mig punt, format per dovelles. Al costat de la porta, desplaçada al costat dret de l'edifici, dues finestres petites rectangulars.

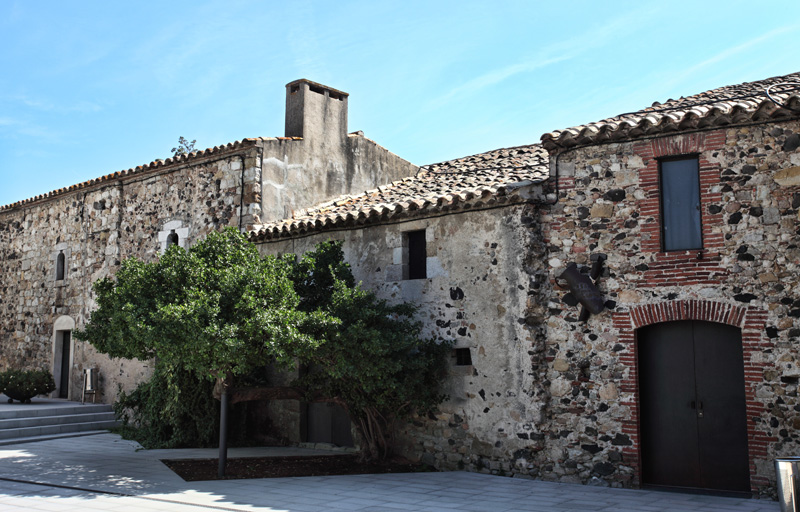
La part de darrere, el 2010

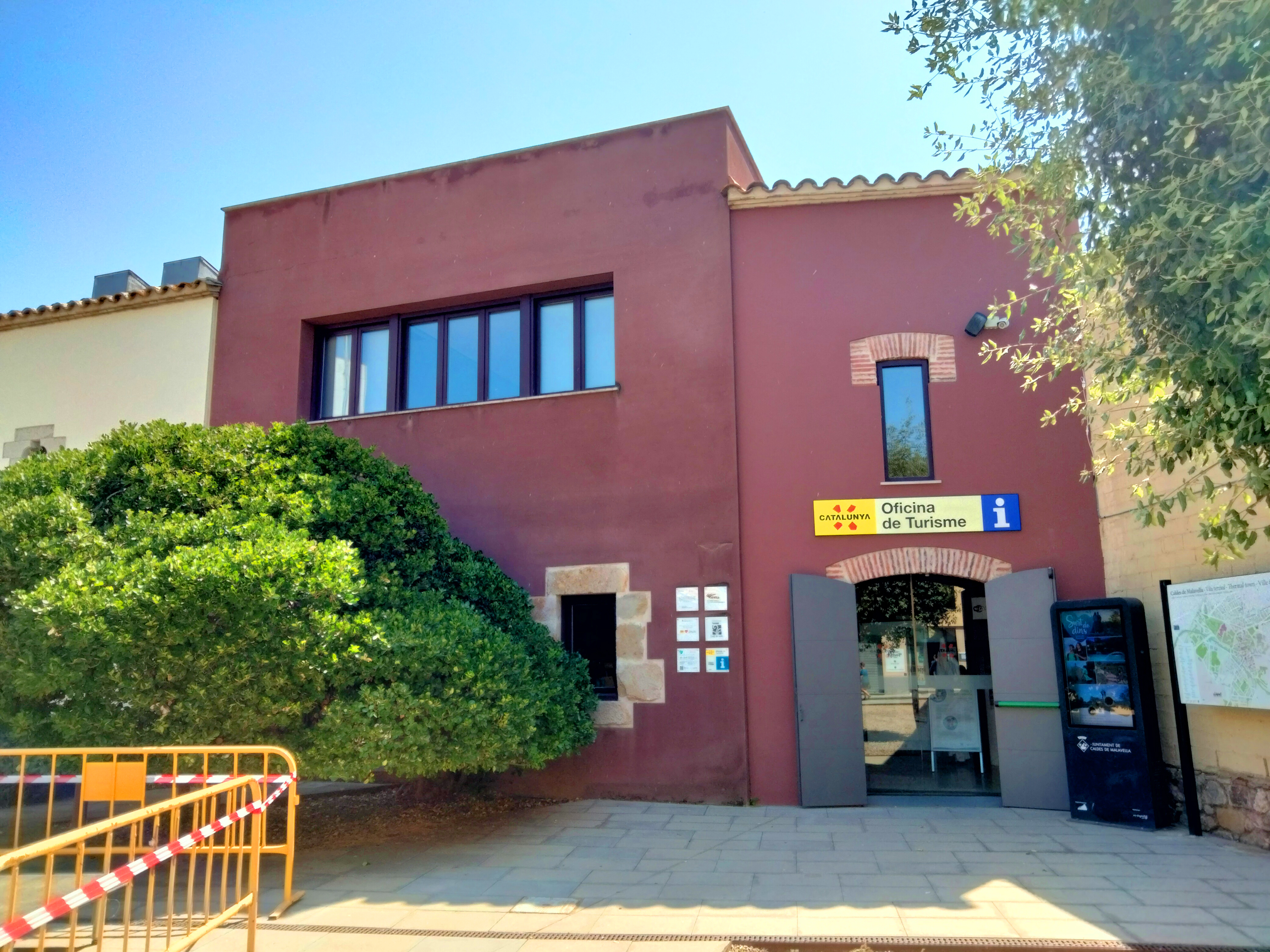
La nova oficina de turisme municipal, oberta a la part de darrere de Cal Ferrer, remodelada, a la nova plaça de l'U d'Octubre de 2017

Al pis superior, més obertures, on destaca el finestral gòtic, trevolat, amb una fina columna amb el seu respectiu capitell i línia d'imposta decorada. Sobre la porta d'entrada, una finestra amb una llinda amb la línia d'imposta decorada en baix relleu (rossetes) i flanquejant el finestral gòtic, a l'altre costat, una finestra molt similar que la primerament descrita. Precisament on hi ha la finestra trevolada, correspon al que hauria estat la sala principal, ara temporalment dedicada a sala d'exposicions durant la festa major. En aquesta sala, sota la pintura de la paret, s'aprecia pintura del que haurien estat les decoracions pintades de l'edifici originari.
La façana lateral, de paredat rústic vist, té una porta amb arc de llinda, i just a sobre un arc de descàrrega que reparteix el pes que no podria suportar la finestra que hi ha just al damunt. Aquesta finestra és geminada amb arcs apuntats, d'estil gòtic, amb una fina columna amb el respectiu capitell.

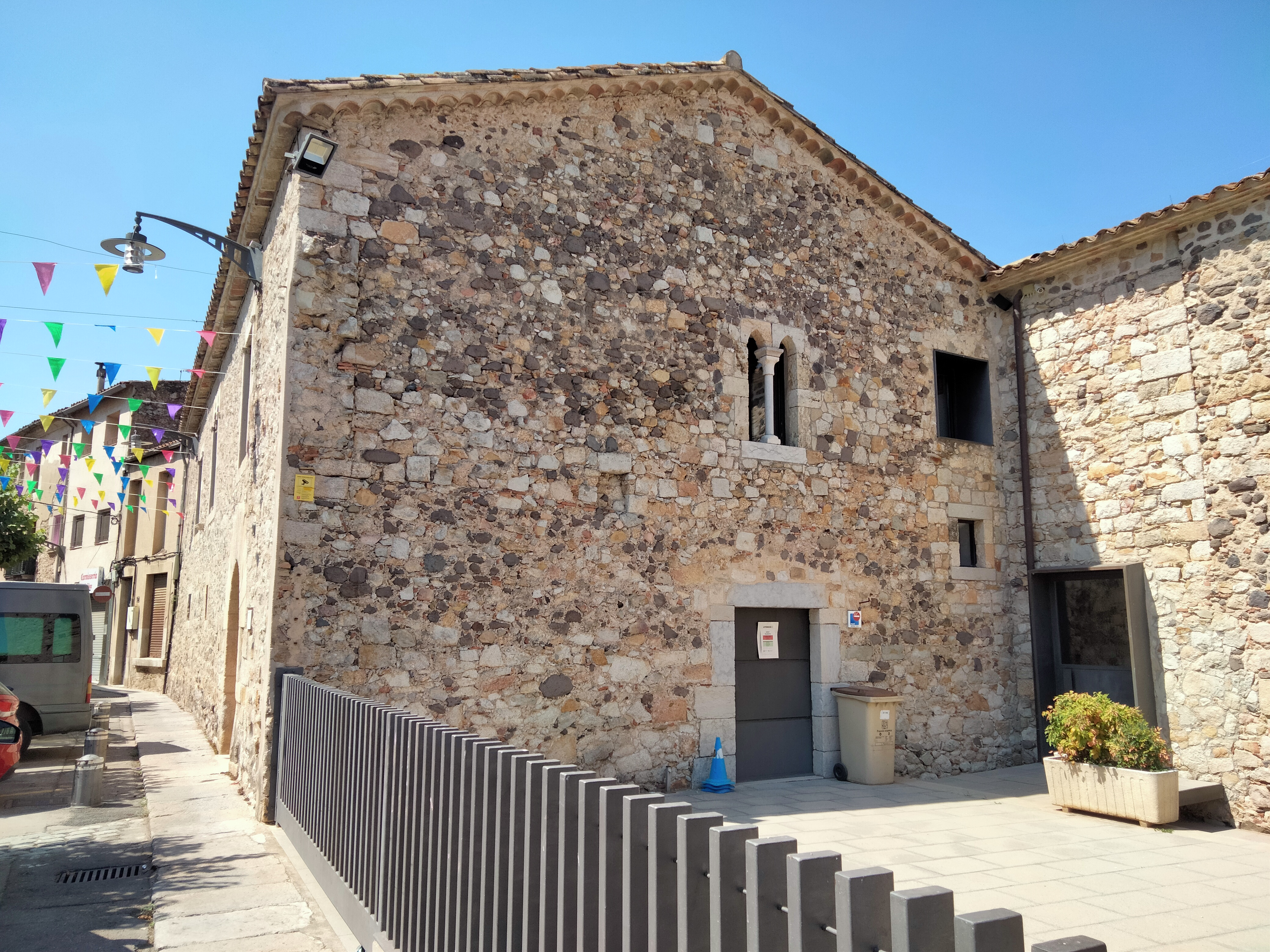
Façana lateral

A la part posterior de l'edifici hi ha algunes espitlleres. Adossat a l'edifici principal, un alre edifici de planta rectangular. La coberta és a doble vessant vers la façana principal. Aquest edifici hauria tingut un valor agrícola.. Just davant aquest edifici, un pati.

## Història
Aquesta casa fou construïda adossada a la muralla que tancava el poble. Les cavallerisses de la planta baixa fan pensar que pogué ser una fonda. La construcció de diversos edificis amb funció agrícola demostra el canvi d'ús, com també el nom indica que hi vivia el ferrer del poble. Al segle xv durant la segona Guerra Remença la casa fou cremada.